# 会试
會試是中国、朝鮮、越南科舉制度中的中央考试。於正科每三年一次或恩科鄉试之次年春季，即丑、辰、未、戌年春季，由禮部举行，又稱為「禮闈」、「春闈」，考三場，每場三日。報考資格須為舉人，包括已任官之舉人。赴試舉人都享有公家車船駁送待遇，稱為「公車」。又因古時入朝廷參與考試的士人會與計吏相偕（與財務官一同進京），故會試又雅稱為「計偕」。會試錄取者為贡士，第一名為「會元」，前十名稱為「元魁」，十一至二十名稱為「會魁」。會試後贡士再由殿试複試，依成绩分甲赐等第，成為進士。
有時一些會試落榜的人會被皇帝直接賜予考殿試的機會，像在康熙六十年時就曾發生過皇帝直接賜予會試落榜的王蘭生及留保考殿試的資格的情況。

## 延伸阅读
[在维基数据编辑]
 《欽定古今圖書集成·經濟彙編·選舉典·會試部》，出自陈梦雷《古今圖書集成》